# Омов закон
Омов закон каже да је струја која пролази кроз проводник између две тачке директно пропорционална напону на истим тачкама тог проводника. Уводећи меру пропорционалности, отпор, долази се до математичке једначине која описује однос:
{\displaystyle {{I}={\frac {U}{R}}}}
где је R електрични отпор (ом), I јачина струје (ампер), а U електрични напон (волт).
Тачније, Омов закон говори да је R у овој једначини константа, независна од вредности струје.
Закон је назван по немачком физичару Георгу Ому, који га је објавио 1827. године, описујући мерења примењених напона и струја кроз проста електрична кола која су садржала различите дужине проводника. Објавио је мало компликованије једначине од горепоменуте преко којих је објаснио своје експерименте. Горе описана једначина је данашња форма Омовог закона.
У физици, термин Омов закон се такође користи при различитим уопштавањима закона кога је оригинално формулисао Ом. Најједноставнија формулација овога је Омов закон у локалном облику:
{\displaystyle \mathbf {J} =\sigma \mathbf {E} ,}
где је J густина струје на датом месту резистивног материјала, E је електрично поље на датом месту, и σ је параметар који зависи од материјала и назива се проводљивост материјала. За ову формулацију Омовог закона је заслужан Густав Кирхоф.

## Историја
У јануару 1781. године, пре радова Георга Ома, Хенри Кевендиш је експериментисао са Лајденовим теглама и стакленим епруветама различитог пречника и дужине напуњеним раствором соли. Мерио је јачину струје записујући јачину шока кога је осетио при затварању електричног кола кроз сопствено тело. Кевендиш је написао да "брзина" (струја) варира директно пропорционално "количини електрификације" (напону). Није представио своје радове другим научницима у то време, и његови резултати истраживања су остали непознати све док их Џејмс Клерк Максвел није објавио 1879. године.
Ом је радио своје експерименте у вези отпора између 1825. и 1826. године и објавио је резултате 1827. године у књизи "Die galvanische Kette, mathematisch bearbeitet" (Галванска електрична кола проучавана математички). Велику инспирацију је имао из Фуријеових радова на тему топлотне проводљивости и теоретском објашњавању тих радова. За експерименте је користио батерије и галванометар за мерење струје. За експерименте је користио проводнике различите дужине, пречника и материјала да би употпунио електрично коло. Открио је да добијени резултати могу да се формулишу кроз формулу
{\displaystyle x={\frac {a}{b+l}},}
где је x била ишчитана вредност са галванометра, l дужине тестираног проводника, a променљива зависна од температуре термопара батерије, и б је била константа целог експеримента. Из овога је Ом написао свој закон пропорционалности и објавио резултате.
Омов закон је вероватно најзначајнији од раних описа физике електричне енергије. Данас се сматра очигледним. Када је Ом први пут објавио свој рад, то није био случај; критичари су реаговали на његове резултате са одбојношћу. Немачки министар просвете је изјавио "професор који проповеда такву јерес није вредан предавања науке“. Преовлађујућа научна филозофија у Немачкој је у то време говорила да је непотребно обављати експерименте да би се разумела природа јер је природа јако добро организована и да до научних истина може да се дође само кроз логичко размишљање и закључивање. Такође, Омов брат Мартин, који је био математичар, се борио са Немачким системом едукације. Ови фактори су смањили прихватљивост Омових радова, тако да његови радови нису широко прихваћени све до 1840—их година. Срећом, Ом је признат од научне заједнице много пре своје смрти.
1850—их година, Омов закон је био добро познат и сматран је за доказан, а алтернативе као што су Барлов закон су дискредитоване у смислу коришћења у реалним проблемима као што је дизајнирање телеграфских система (о чему је говорио Самјуел Ф. Б. Морз 1855. године).
Иако се стари назив за електричну проводљивост, ом (инверзна вредност отпору) и даље користи, добио је ново име сименс 1971. године у част Вернера фон Сименса. Сименс је мера која је подразумевана у радовима.
1920—их година је откривено да струја кроз практични отпорник има статистичке флуктуације које зависе од температуре, чак и када су напон и отпор егзактно константни ова флуктуација која је сада позната као Џонсон-Никвистов шум, је производ дискретне природе наелектрисања. Овај температурни ефекат говори да мерења струје и напона током довољно кратких временских периода доводе до флуктуације односа V/I који одступа од вредности R која се добија из средњих вредности напона и струје у том времену. Омов закон остаје тачан за просечне вредности струја у случају обичних резистивних материјала.
Омови радови су претходили Максвеловим једначинама и разумевању фреквентно зависних ефеката у колима наизменичне струје. Модерни напредак у теорији електромагнетике и теорији кола није у супротности са Омовим законом када се користе у оквиру одговарајућих граница.

## Микроскопски ниво разматрања Омовог закона
Зависност густине струје на примењено електрично поље је у основи квантно механички процес. Опис Омовог закона преко класичне квантне механике може да се добије користећи Друдов модел (Пол Друд 1900).
Друдов модел третира електрон као флипер лоптицу која се одбија између јона који чине структуру материјала. Електрони се убрзавају у супротном смеру од електричног поља под дејством просечног електричног поља на њиховом месту. Са сваким сударом, електрони се одбију у произвољном смеру са брзином која је много већа од брзине добијене од електричног поља. Електрони добијају цик-цак путању, али се у основи крећу у смеру супротном од смера електричног поља кроз материјал.
Брзина електрона која одређује густину електричне струје је независна од судара електрона током кретања. Друд је израчунао просечну брзину из једначине p = −eEτ где је p просечни моменат, -е је наелектрисање електрона и τ је просечно време између судара. Пошто су моменат и густина струје пропорционални брзини електрона, густина струје постаје пропорционална примењеном електричном пољу. Тиме се долази до дефиниције Омовог закона.

## Аналогија са хидрауликом
Аналогија са хидрауликом се понекад користи за појашњење Омовог закона. Притисак воде, који се мери у паскалима (или ПСИ), је аналоган напону пошто стварање разлике притисака између две тачке у хоризонтално постављеној цеви чини да вода почне да тече кроз цев. Проток воде, у литрима у секунди, је аналоган струји, мереној у Колумбима у секунди. Такође, смањивање протока у цеви коришћењем малих отвора је аналогно отпорницима. Кажемо да је проток воде кроз смањен отвор цеви пропорционалан разлици притисака око малог отвора који смањује проток. Слично томе, брзина протока наелектрисања, тј. електрична струја, кроз отпорник је пропорционална разлици напона мереног на крајевима тог отпорника.
Проток воде и притисак могу да се рачунају коришћењем аналогија са Омовим законом. Ова метода може да се примени на константне и транзијентне протоке. У линеарно ламинарном протоку , Пуизиеов закон дефинише хидраулични отпор цеви, али у турбулентном протоку однос притиска и протока постаје нелинеаран.
Хидраулична аналогија са Омовим законом је раније коришћена у нпр. израчунавању протока крви кроз циркулаторни систем.

## Анализа електричних кола
У анализи електричних кола, користе се три еквивалентна израза Омовог закона:
{\displaystyle I={\frac {V}{R}}\quad {\text{ili}}\quad V=IR\quad {\text{ili}}\quad R={\frac {V}{I}}.}
Еквивалентност ових једначина може да се представи троуглом, где је V (напон) позициониран на врху, I (струја) позиционирана лево и R (отпор) је позициониран десно. Линија која дели леву и десну страну представља множење, а линија која се налази између горње и доњих поља представља дељење.

## Резистивна кола
Отпорници су елементи у електричним колима који смањују пролаз наелектрисањима у складу са Омовим законом, и дизајнирани су да имају одређену отпорност. У електричним шемама отпорник је приказан цик-цак симболом. Елемент који се понаша у складу са Омовим законом на делу своје операционе карактеристике се назива Омским отпорником зато што Омов закон и једна вредност отпора могу да опишу понашање таквог уређаја на том опсегу.
Омов закон је употребљив само у електричним колима која имају само резистивне елементе (немају капацитивности или индуктивности) у случају када је потребно разматрати електрично коло независно од напона и струја и од тога да ли су оне константне или временски променљиве. У том случају Омов закон важи у било ком временском тренутку.
Отпорници који су повезани редно или паралелно могу бити груписани заједно у једну еквивалентну отпорност како би се Омов закон применио на дато коло.

## Реактивна електрична кола са временски променљивим сигналима
Када се у електричном колу користе реактивни елементи као што су кондензатори и калеми, на које делују временски променљиве струје или напони, однос напона и струје постаје решење диференцијалних једначина, тако да се Омов закон не може директно применити јер Омов закон може да уврсти само вредност отпора у једначину а не и комплексне импедансе које могу садржати капацитивности или индуктивности.
Једначине за временски променљива кола (наизменична) користе исти облик Омовог закона, али су променљиве представљене комплексним бројевима.
Користећи овакав приступ, сигнал напона или струје добија облик {\displaystyle Ae^{st}}, где је t време, s је комплексни параметар, и A је комплексни скалар. У сваком временски непроменљивом систему, све струје и напони могу да се изразе преко истог s параметра, што дозвољава да се временски променљив комплексно експоненцијални део поништи и систем се може представити алгебарски преко комплексних скалара који представљају струју и напон.
Комплексна генерализација отпора се назива импедансом, која се уобичајено означава са Z. Може се доказати да за калем важи,
{\displaystyle Z=sL\,}
а за кондензатор,
{\displaystyle Z={\frac {1}{sC}}.}
Сада можемо да напишемо,
{\displaystyle {\boldsymbol {V}}={\boldsymbol {I}}\cdot {\boldsymbol {Z}}}
где су V и I комплексни скалари напона и струје респективно, а Z је комплексна импеданса.
Ова форма Омовог закона, која уместо R садржи Z генерализује једноставнији облик. Када је Z комплексно, само реални део је одговаран за дисипирање топлоте.
У уопштеном наизменичном колу, Z варира јако у зависности од параметра фреквенције s , а самим тим и однос напона и струје.
За најчешћи облик синусоидног сигнала, параметар s се узима као {\displaystyle j\omega }, што одговара комплексном синусоидном {\displaystyle Ae^{{\mbox{ }}j\omega t}}. Реални део комплексне струје и напона описује тренутне струје и напоне у колу, које могу бити у различитим фазама због различитих комплексних скалара.

## Линеарна апроксимација
Омов закон је један од основних једначина која се користе у анализи електричних кола. Односи се на металне проводнике као и на отпорнике који су направљени специфично за сврху да имају тачан отпор. Оба елемента су основна у електричним колима. Материјали и компоненте који се понашају по Омовом закону се називају Омским уређајима, што значи да производе исту вредност отпора (R = V/I) независно од вредности V или I која се примене на коло, или од тога да ли је струја једносмерна или наизменична.
У правом Омском уређају, иста вредност отпора може да се добије из релације R = V/I независно од вредности примењеног напона В. Тј. однос V/I је константан, и када се исцрта вредност струје у зависности од напона добија се линеарна крива (права линија). Ако се напон промени на неку вредност V , онда се та вредност V подели са измереном струјом I и добија се иста вредност R. Ако се струја промени на неку вредност I онда се мерени напон дели са том струјом и поново се добија иста вредност R. Пошто је график зависности струје и напона права линија, онда такође важи да је за било који скуп два различита напона V1 и V2 који се примене на одређени отпор R, добијају струје I1 = V1/R и I2 = V2/R, тако да је однос (V1-V2)/(I1-I2) такође константан у односу на R. Променљива делта (Δ) представља разлику, тако да може да се напише ΔV = V1-V2 и ΔI = I1-I2. За било који Омски уређај отпора R важи да је V/I = ΔV/ΔI = R за било коју примењену струју или напон на електрично коло или за било коју разлику скупа напона или струја.
Постоје компоненте у електричним колима које не прате Омов закон, тј. њихов однос струје и напона је нелинеаран. Пример је график диоде (десно). Као што се види, струја се не увећава линеарно са примењеним напоном на диоду. Може да се израчуна вредност струје за задат напон преко графика али не и преко Омовог закона јер вредност отпора није константна у функцији примењеног напона. Такође, струја се доста повећава само када је напон позитиван. Могуће је одабрати мали део опсега где ће диода имати линеарну карактеристику, и ту користити Омов закон, али за остатак графика то није случај.

## Температурни ефекти
За Омов закон се понекад каже да "за проводник у датом стању, електромоторна сила је пропорционална произведеној струји“. Тј. отпор, однос електромоторне силе (напона) на струју, не варира у зависности од јачине струје. Сам термин "проводник у датом стању" се интерпретира као "проводник на константној температури" пошто отпор материјала углавном зависи од температуре. Пошто је проводљивост струје везана за Џулова загревања проводних тела, по првом Џуловом закону, температура проводног тела може да се промени када кроз њега пролази струја. Зависност отпора од температуре чини да се отпор мења у зависности од температурних услова експеримента, чинећи закон у овом облику тешким за проверу. Џејмс Клерк Максвел и други су открили више метода да тестирају овај закон експериментално 1876. године, контролишући температуру експеримента.

## Однос Омовог закона према проводљивости топлоте
Омов закон говори о протоку наелектрисања у проводницима када на њих делује разлика потенцијала. Жан Баптист - Џозеф Фуријеов принцип говори о протоку топлоте у топлотним проводницима када на исте делује температурна разлика.
Иста формула описује оба феномена, али променљиве у једначинама имају друго значење у два различита случаја. Конкретно, решавање топлотне проводљивости (Фурије) са температуром и протоком топлотне енергије се врши идентично као и напону и струји респективно у Омовом закону.
Основа Фуријеовог рада је његова дефиниција топлотне проводљивости. Он је претпоставио да, уколико су сви други услови једнаки, проток топлотне енергије је стриктно пропорционалан температурној разлици. Иако тачан за мале температурне разлике, овакво пропорционално понашање код реалних материјала се губи уколико се они подвргну великој температурној разлици.

## Друге верзије Омовог закона
Омов закону у основном облику је екстремно користан у области електро инжењерства или електронике јер описује како су напон, струја и отпор повезани на макроскопском нивоу који се користи при конструисању електричних кола са правим компонентама. Физичари који изучавају електрична својства материјала на микроскопском нивоу користе врло блиско повезане и универзалније векторске једначине, које се понекад називају Омовим законом или Омовим законом у локалном облику јер користе врло сличне променљиве напону, струји и отпору и односе се на произвољну тачку у простору специфичне отпорности ρ.
{\displaystyle \mathbf {E} =\rho \mathbf {J} }
где је "E" вектор електричног поља са јединицом волт по метру (аналогна величина напону код Омовог закона) , "J" је вектор густине струје са јединицом ампер по квадратном метру (аналогно струји код Омовог закона), и "ρ" (Грчки "ро") је специфична електрична отпорност са јединицом Ом пута метар (аналогно отпору код Омовог закона). Горња једначина се понекад записује као J = {\displaystyle \sigma }E где је "σ" (Грчко "сигма") специфична електрична проводност која је реципрочна вредности ρ.
 Разлика потенцијала између две тачке је дефинисана са
{\displaystyle {\Delta V}=-\int {\mathbf {E} \cdot d\mathbf {l} }}
где је {\displaystyle d\mathbf {l} } елемент пута над којим се врши интеграција вектора електричног поља E. Ако је примењено поље E униформно и оријентисано паралелно са проводником као што је приказано на слици, напон V је усмерен супротно од смера поља и напон V је мерен као разлика напона по дужини проводника што омогућава да избацимо Δ симбол, горња једначина се своди на скаларну једначину:
{\displaystyle V={E}{l}\ \ {\text{ili}}\ \ E={\frac {V}{l}}.}
Пошто је поље E униформно у смеру правца жице, за проводник који има униформно конзистентну отпорност ρ, густина струје J ће такође бити униформна на било ком попречном пресеку површине и оријентисана дуж правца жице, тако да се може написати:
{\displaystyle J={\frac {I}{a}}.}
Заменом два горња резултата (за E и J респективно) у једначину приказану на почетку ове секције:
{\displaystyle {\frac {V}{l}}={\frac {I}{a}}\rho \qquad {\text{ili}}\qquad V=I\rho {\frac {l}{a}}.}
Електрични отпор униформног проводника је дат у односу на отпорност
{\displaystyle {R}=\rho {\frac {l}{a}}}
где је l дужина проводника у SI јединицама метра, a је површина пресека (за округлу жицу је a = πr2 ако је r радијус) задата у квадратним метрима, и ρ је отпорност у омима по метру.
Након смене R из горње једначине у једначину пре ње, континуална форма Омовог закона за униформно поље (и униформну густину струје) оријентисаног паралелно са дужином проводника се своди на познатији облик:
{\displaystyle {V}={I}{R}.\ }
Савршена кристална решетка, са веома малом температурном променом, не би имала отпорност, али прави метали имају нечистоће, више изотопа и температурно кретање атома. Електрони који се одбијају од свих ових ефеката утичу на стварање отпорности приликом њиховог кретања.

## Магнетни ефекти
Ако постоји екстерно поље B и проводник у њему не мирује већ се креће брзином v, додатни термин мора бити додат који ће образложити струју која настаје услед Лоренцових сила на носаче наелектрисања.
{\displaystyle \mathbf {J} =\sigma (\mathbf {E} +\mathbf {v} \times \mathbf {B} ).}
У случају не померања проводника овај додатни фактор се анулира зато што је v= 0.
Ако је струја J променљива због примењеног напона или због E поља које је временски променљиво, онда реактанса мора бити додата на отпор како би се покрила вредност самоиндуктивности. Реактанса може бити веома велика уколико је фреквенција велика или је проводник умотан у облику калема.